# Ranunculus aconitifolius
El botón de Francia (Ranunculus aconitifolius) es una planta  de la familia de las ranunculáceas.

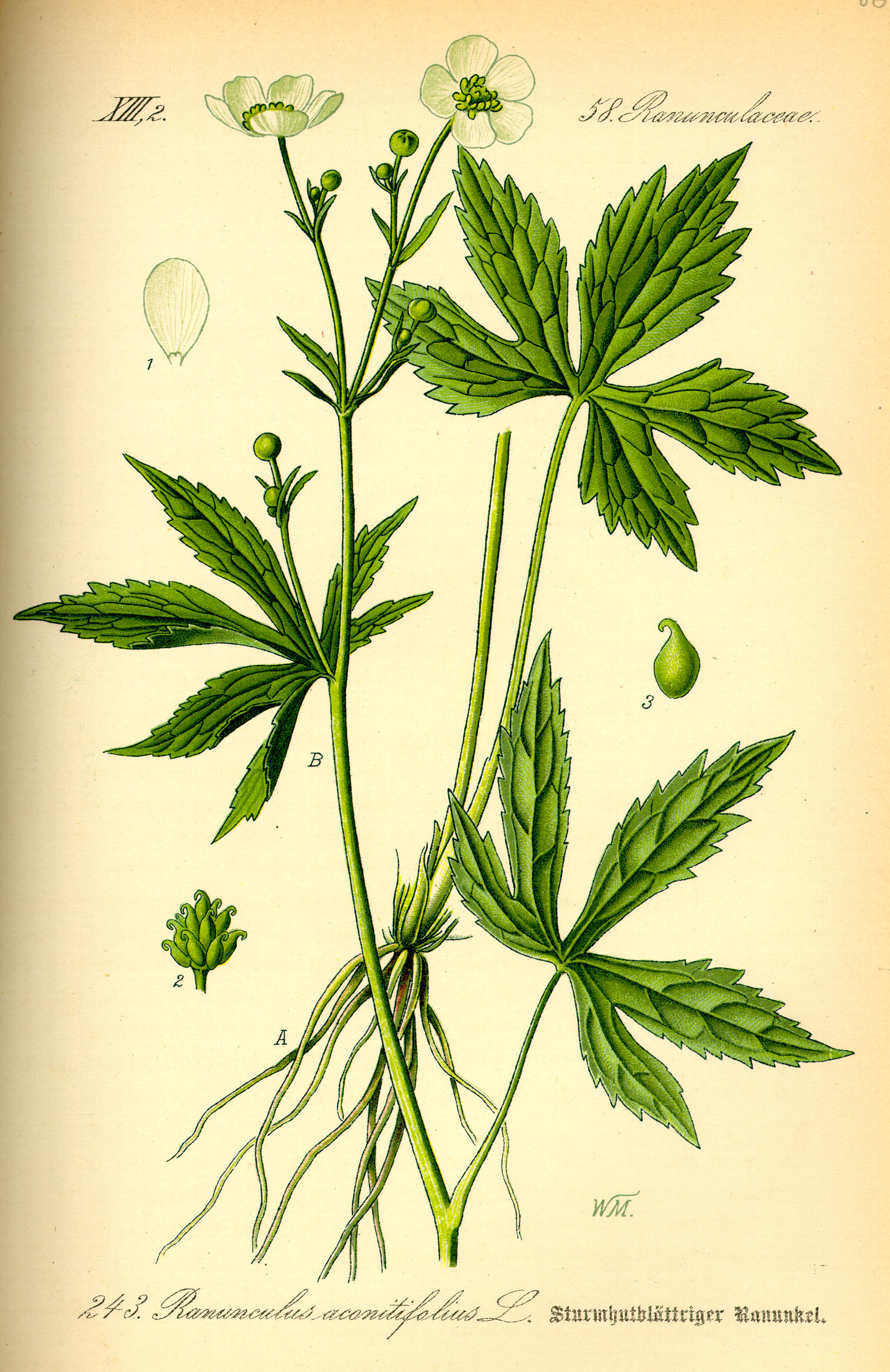
Ilustración

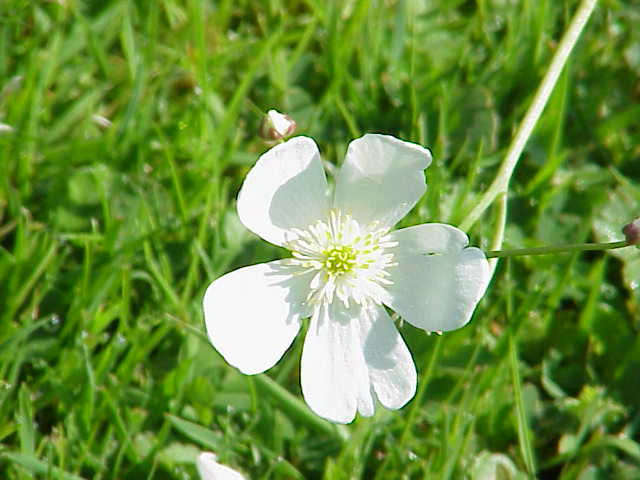
Detalle de la flor

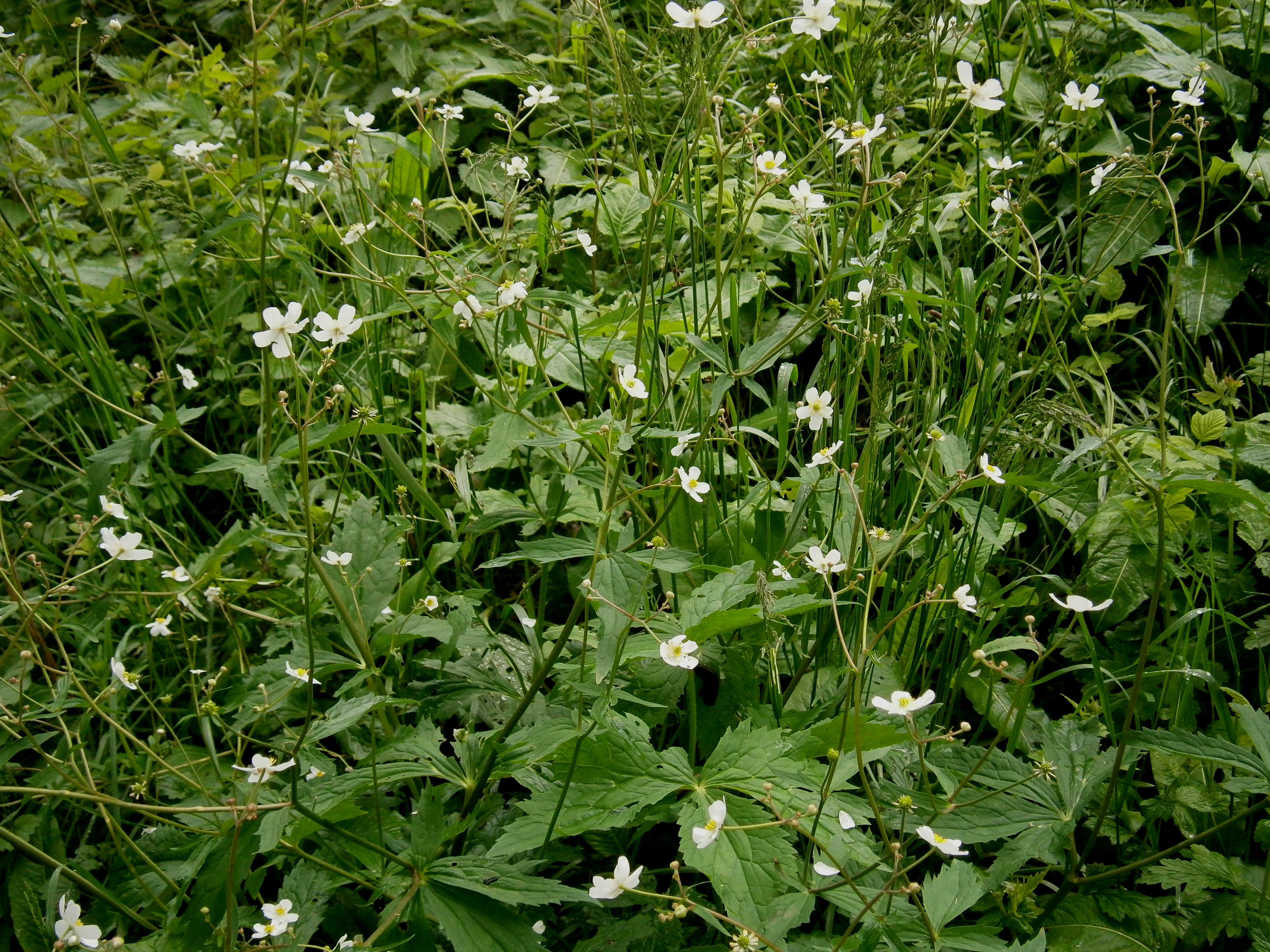
Vista de la planta

## Descripción
Hierba vivaz con la cepa cubierta por restos foliares fobrosos. Tallos de 20-60 cm de longitud. Hojas basales pecioladas, palmeadas, divididas hasta la base en 3-5 lóbulos más o menos profundamnet dentados o lobulados; hojas del tallo parecidas a las basales pero sésiles. Flores de hasta 25 mm de diámetro; 5 pétalos obovados, blancos, mayores que los sépalos. Fructificaciones constituidas por numerosos aquenios obovoides, estrechados bruscamente con un pico de hasta 1 mm, que se insertan en un receptáculo subgloboso, peloso. Florece desde la primavera y en verano.

## Distribución
En Europa. En España en las cordilleras.

## Propiedades
Estas plantas contienen  anemonina, una sustancia muy tóxica para los animales y los seres humanos. De hecho, los herbívoros pastan las hojas de estas plantas con gran dificultad, y sólo después de un buen secado que evapora las sustancias más peligrosas. Incluso las abejas evitan libar su néctar. En la piel humana estas plantas pueden crear ampollas ( dermatitis ), mientras que en la boca pueden causar dolor intenso y ardiente de las membranas mucosas.

## Taxonomía
Ranunculus aconitifolius fue descrita por Carlos Linneo y publicado en Species Plantarum 1: 551. 1753.
Citología
Números cromosomáticos de Ranunculus aconitifolius  (Fam. Ranunculaceae) y táxones infraespecificos : n=8; 2n=16
Etimología
Ver: Ranunculus
aconitifolius: epíteto latino que significa "con las hojas de Aconitum".
Sinonimia
- Hecatonia aconitifolia Schur
- Hecatonia platanifolia Schur
- Ranula aconitifolia Fourr.
- Ranula platanifolia Fourr.[14]
- Ranunculus caballeroi Losa & P.Monts.
- Ranunculus giganteus Lapeyr.
- Ranunculus heterophyllus Lapeyr. , nom. illeg.
- Ranunculus multiflorus Dulac , nom. illeg.[11][14]